# Kyzikos (Mythologie)
Kyzikos (altgriechisch Κύζικος Kýzikos) ist in der Argonautensage der griechischen Mythologie der junge König der Dolionen an der Propontis. Er gilt als Gründer und Eponymos der Stadt Kyzikos und ist bekannt durch seinen tragischen Tod, erzählt in der Kyzikos-Episode (Nyktomachie) der Argonautensage (siehe unten).

## Familie
Er ist der Sohn von Aineus und Ainete, der Tochter von Eusoros, oder von Eusoros selbst, und verheiratet mit Kleite, der Tochter von Merops. Da sie erst kurz zuvor geheiratet haben, ist die Ehe noch kinderlos. Einer anderen Version zufolge hinterlässt er jedoch Söhne. Auch wird Larisa, Tochter des Piasos, als seine Braut genannt.

## Nyktomachie
Kyzikos nimmt die Argonauten auf ihrem Weg nach Kolchis freundlich in seiner Stadt auf und stattet sie mit Vorräten für die Weiterfahrt aus. Als die Argonauten nach ihrer Abfahrt durch widrige Winde an die Küste zurückverschlagen werden und wiederum bei Kysikos landen, kommt es in der Nacht (νυκτός, nyktós) zum Kampf (μάχη, máchē) mit den befreundeten Dolionen, da beide Seiten einander nicht erkennen und für Feinde halten. Im Verlauf dieses Kampfes wird Kyzikos von Jason (oder Herakles), der den Freund in der Schwärze der Nacht nicht erkennt, aus Versehen getötet. Am nächsten Tag werden die Argonauten ihres Irrtums gewahr und bestatten ihn feierlich.